# Муравейница (Калинковичский район)
Муравейница (бел. Муравейніца) — деревня в Дудичском сельсовете Калинковичского района Гомельской области Беларуси.

## География

### Расположение
В 6 км на север от районного центра и железнодорожной станции Калинковичи (на линии Гомель — Лунинец), 129 км от Гомеля.

### Гидрография
На западной окраине мелиоративные каналы, соединённые с рекой Ненач (приток реки Припять).

## Транспортная сеть
Транспортные связи по просёлочной, затем автомобильной дороге Гомель — Лунинец. Планировка состоит из криволинейной меридиональной улицы, застроенной двусторонне деревянными крестьянскими усадьбами.

## История
Основана в начале XX века переселенцами из соседних деревень. В 1931 году жители вступили в колхоз. Согласно переписи 1959 года в составе совхоза «Дудичи» (центр — деревня Дудичи).

## Население

### Численность
- 2004 год — 53 хозяйства, 112 жителей.

### Динамика
- 1959 год — 204 жителя (согласно переписи).
- 2004 год — 53 хозяйства, 112 жителей.